# IndyCar Series 2003
IndyCar Series 2003 kördes över 16 omgångar. Rookien Scott Dixon blev sensationellt mästare, 23 år gammal, vilket gav honom hans första titel redan som nykomling, samt Chip Ganassi Racings första titel sedan 1999, då Juan Pablo Montoya vann CART. Serien skakades av Kenny Bräcks krasch på Texas Motor Speedway, där svensken var nära döden, samt Tony Rennas död i ett test på Indianapolis Motor Speedway efter säsongens slut.

## Säsongen
Säsongen 2003 markerade för många året då IndyCar gick förbi CART i slagstyrka och allmänt intresse för hela serien. Det som fick det hela att svänga över var CART:s ekonomiska problem, och sponsorernas önskan om att teamen skulle tävla i Indianapolis 500 som fick Marlboro Team Penske att byta serie redan till säsongen 2002, och ett år senare följdes de av Chip Ganassi Racing och Andretti Green Racing. Det innebar att kalibern av team och förare höjdes dramatiskt i IndyCar, och flera tidigare toppförare som Greg Ray och Buddy Lazier kunde inte konkurrera med de nya stjärnorna.
Säsongen inleddes på Homestead-Miami Speedway, där Scott Dixon överraskande vann i sin debut i serien. Dixon var inte särskilt förtjust i att byta serie, något han inte erkände då, utan fem år senare. Han hade alltid visat talang på ovaler, men hade gillade inte att tävla på dessa. Dixon lyckades inte lika bra i de kommande tävlingarna, och var aldrig någon segerkandidat i Indianapolis 500, men vann därefter på Pikes Peak International Raceway och Richmond International Raceway, vilket tog honom tillbaka in i titelfighten. Det var ändå Tony Kanaan som hade ledningen i mästerskapet genom en oerhört jämn inledning på säsongen. Den 29-årige seriedebutanten Kanaan skulle dock få en svacka under säsongens andra halva. Hélio Castroneves och Gil de Ferran skulle med jämn form ta hand om mästerskapsledningen med tre tävlingar kvar, med Panther Racings Sam Hornish Jr. utanför mästerskapskampen. Dixon låg i det läget fyra i mästerskapet, men inledde en svit på tre raka andraplatser i några oerhört jämna tävlingar gav Dixon mästerskapet, sedan de Ferran misslyckats i två av de tre sista tävlingarna, och Castroneves inte lyckats komma in bland de sex bästa överhuvudtaget, samtidigt som Hornish hittade form sent omsider och blev till slut femma i mästerskapet efter två dramatiska segrar på Chicagoland Speedway och California Speedway. Hornish hade till och med en osannolik mästerskapschans inför det sista racet, men tvingades bryta tävlingen, vilket med Dixons andraplats definitivt säkrade nyzeeländarens titel.

## Racevinnare
| Datum        | Bana             | Vinnare           | Team                  | Rapport |
| ------------ | ---------------- | ----------------- | --------------------- | ------- |
| 2 mars       | Homestead        | Scott Dixon       | Chip Ganassi Racing   | *       |
| 23 mars      | Phoenix          | Tony Kanaan       | Andretti Green Racing | *       |
| 13 april     | Motegi           | Scott Sharp       | Kelley Racing         | *       |
| 25 maj       | Indianapolis 500 | Gil de Ferran     | Marlboro Team Penske  | *       |
| 7 juni       | Texas            | Al Unser Jr.      | Kelley Racing         | *       |
| 15 juni      | Pikes Peak       | Scott Dixon       | Chip Ganassi Racing   | *       |
| 28 juni      | Richmond         | Scott Dixon       | Chip Ganassi Racing   | *       |
| 6 juli       | Kansas           | Bryan Herta       | Andretti Green Racing | *       |
| 19 juli      | Nashville        | Gil de Ferran     | Marlboro Team Penske  | *       |
| 27 juli      | Michigan         | Alex Barron       | Mo Nunn Racing        | *       |
| 10 augusti   | Gateway          | Hélio Castroneves | Marlboro Team Penske  | *       |
| 17 augusti   | Kentucky         | Sam Hornish Jr.   | Panther Racing        | *       |
| 24 augusti   | Nazareth         | Hélio Castroneves | Marlboro Team Penske  | *       |
| 7 september  | Chicagoland      | Sam Hornish Jr.   | Panther Racing        | *       |
| 21 september | Fontana          | Sam Hornish Jr.   | Panther Racing        | *       |
| 17 oktober   | Texas            | Gil de Ferran     | Marlboro Team Penske  | *       |

## Resultat

### Homestead
| Plats | Förare            | Team                  |
| ----- | ----------------- | --------------------- |
| 1     | Scott Dixon       | Chip Ganassi Racing   |
| 2     | Gil de Ferran     | Marlboro Team Penske  |
| 3     | Hélio Castroneves | Marlboro Team Penske  |
| 4     | Tony Kanaan       | Andretti Green Racing |
| 5     | Scott Sharp       | Kelley Racing         |
| 6     | Michael Andretti  | Andretti Green Racing |
| 7     | Dario Franchitti  | Andretti Green Racing |
| 8     | Tomas Scheckter   | Chip Ganassi Racing   |
| 9     | Felipe Giaffone   | Mo Nunn Racing        |
| 10    | Sam Hornish Jr.   | Panther Racing        |

### Phoenix
| Plats | Förare            | Team                     |
| ----- | ----------------- | ------------------------ |
| 1     | Tony Kanaan       | Andretti Green Racing    |
| 2     | Hélio Castroneves | Marlboro Team Penske     |
| 3     | Felipe Giaffone   | Mo Nunn Racing           |
| 4     | Al Unser Jr.      | Kelley Racing            |
| 5     | Kenny Bräck       | Rahal Letterman Racing   |
| 6     | Jaques Lazier     | A.J. Foyt Enterprises    |
| 7     | Scott Sharp       | Kelley Racing            |
| 8     | Sarah Fisher      | Dreyer & Reinbold Racing |
| 9     | Buddy Rice        | Cheever Racing           |
| 10    | Shigeaki Hattori  | A.J. Foyt Enterprises    |

### Motegi
| Plats | Förare            | Team                     |
| ----- | ----------------- | ------------------------ |
| 1     | Scott Sharp       | Kelley Racing            |
| 2     | Kenny Bräck       | Rahal Letterman Racing   |
| 3     | Felipe Giaffone   | Mo Nunn Racing           |
| 4     | Michael Andretti  | Andretti Green Racing    |
| 5     | Al Unser Jr.      | Kelley Racing            |
| 6     | Sam Hornish Jr.   | Panther Racing           |
| 7     | Dan Wheldon       | Andretti Green Racing    |
| 8     | Toranosuke Takagi | Mo Nunn Racing           |
| 9     | Greg Ray          | Access Motorsports       |
| 10    | Robbie Buhl       | Dreyer & Reinbold Racing |

### Indianapolis 500
| Plats | Förare            | Team                  |
| ----- | ----------------- | --------------------- |
| 1     | Gil de Ferran     | Marlboro Team Penske  |
| 2     | Hélio Castroneves | Marlboro Team Penske  |
| 3     | Tony Kanaan       | Andretti Green Racing |
| 4     | Tomas Scheckter   | Chip Ganassi Racing   |
| 5     | Toranosuke Takagi | Mo Nunn Racing        |
| 6     | Alex Barron       | Mo Nunn Racing        |
| 7     | Tony Renna        | Kelley Racing         |
| 8     | Greg Ray          | Access Motorsports    |
| 9     | Al Unser Jr.      | Kelley Racing         |
| 10    | Roger Yasukawa    | Fernández Racing      |

### Texas
| Plats | Förare            | Team                   |
| ----- | ----------------- | ---------------------- |
| 1     | Al Unser Jr.      | Kelley Racing          |
| 2     | Tony Kanaan       | Andretti Green Racing  |
| 3     | Toranosuke Takagi | Mo Nunn Racing         |
| 4     | Kenny Bräck       | Rahal Letterman Racing |
| 5     | Bryan Herta       | Andretti Green Racing  |
| 6     | Scott Dixon       | Chip Ganassi Racing    |
| 7     | Hélio Castroneves | Marlboro Team Penske   |
| 8     | Gil de Ferran     | Marlboro Team Penske   |
| 9     | Roger Yasukawa    | Fernández Racing       |
| 10    | Sam Hornish Jr.   | Panther Racing         |

### Pikes Peak
| Plats | Förare            | Team                   |
| ----- | ----------------- | ---------------------- |
| 1     | Scott Dixon       | Chip Ganassi Racing    |
| 2     | Tony Kanaan       | Andretti Green Racing  |
| 3     | Gil de Ferran     | Marlboro Team Penske   |
| 4     | Dario Franchitti  | Andretti Green Racing  |
| 5     | Sam Hornish Jr.   | Panther Racing         |
| 6     | Toranosuke Takagi | Mo Nunn Racing         |
| 7     | Kenny Bräck       | Rahal Letterman Racing |
| 8     | Tomas Scheckter   | Chip Ganassi Racing    |
| 9     | Buddy Rice        | Cheever Racing         |
| 10    | Buddy Lazier      | Hemelgarn Racing       |

### Richmond
| Plats | Förare            | Team                   |
| ----- | ----------------- | ---------------------- |
| 1     | Scott Dixon       | Chip Ganassi Racing    |
| 2     | Hélio Castroneves | Marlboro Team Penske   |
| 3     | Gil de Ferran     | Marlboro Team Penske   |
| 4     | Sam Hornish Jr.   | Panther Racing         |
| 5     | Tony Kanaan       | Andretti Green Racing  |
| 6     | Felipe Giaffone   | Mo Nunn Racing         |
| 7     | Kenny Bräck       | Rahal Letterman Racing |
| 8     | Dan Wheldon       | Andretti Green Racing  |
| 9     | Buddy Rice        | Cheever Racing         |
| 10    | Al Unser Jr.      | Kelley Racing          |

### Kansas
| Plats | Förare            | Team                   |
| ----- | ----------------- | ---------------------- |
| 1     | Bryan Herta       | Andretti Green Racing  |
| 2     | Hélio Castroneves | Marlboro Team Penske   |
| 3     | Gil de Ferran     | Marlboro Team Penske   |
| 4     | Tony Kanaan       | Andretti Green Racing  |
| 5     | Kenny Bräck       | Rahal Letterman Racing |
| 6     | Scott Dixon       | Chip Ganassi Racing    |
| 7     | Roger Yasukawa    | Fernández Racing       |
| 8     | Greg Ray          | Access Motorsports     |
| 9     | Tomas Scheckter   | Chip Ganassi Racing    |
| 10    | Greg Ray          | Access Motorsports     |

### Nashville
| Plats | Förare            | Team                   |
| ----- | ----------------- | ---------------------- |
| 1     | Gil de Ferran     | Marlboro Team Penske   |
| 2     | Scott Dixon       | Chip Ganassi Racing    |
| 3     | Hélio Castroneves | Marlboro Team Penske   |
| 4     | Dan Wheldon       | Andretti Green Racing  |
| 5     | Alex Barron       | Mo Nunn Racing         |
| 6     | Kenny Bräck       | Rahal Letterman Racing |
| 7     | Toranosuke Takagi | Mo Nunn Racing         |
| 8     | Al Unser Jr.      | Kelley Racing          |
| 9     | Tony Kanaan       | Andretti Green Racing  |
| 10    | Tomas Scheckter   | Chip Ganassi Racing    |

### Michigan
| Plats | Förare            | Team                 |
| ----- | ----------------- | -------------------- |
| 1     | Alex Barron       | Mo Nunn Racing       |
| 2     | Sam Hornish Jr.   | Panther Racing       |
| 3     | Tomas Scheckter   | Chip Ganassi Racing  |
| 4     | Scott Sharp       | Kelley Racing        |
| 5     | Scott Dixon       | Chip Ganassi Racing  |
| 6     | Toranosuke Takagi | Mo Nunn Racing       |
| 7     | Gil de Ferran     | Marlboro Team Penske |
| 8     | Roger Yasukawa    | Fernández Racing     |
| 9     | Al Unser Jr.      | Kelley Racing        |
| 10    | Greg Ray          | Access Motorsports   |

### Gateway
| Plats | Förare            | Team                  |
| ----- | ----------------- | --------------------- |
| 1     | Hélio Castroneves | Marlboro Team Penske  |
| 2     | Tony Kanaan       | Andretti Green Racing |
| 3     | Gil de Ferran     | Marlboro Team Penske  |
| 4     | Tomas Scheckter   | Chip Ganassi Racing   |
| 5     | Dan Wheldon       | Andretti Green Racing |
| 6     | Sam Hornish Jr.   | Panther Racing        |
| 7     | Toranosuke Takagi | Mo Nunn Racing        |
| 8     | Greg Ray          | Access Motorsports    |
| 9     | Vitor Meira       | Team Menard           |
| 10    | Scott Sharp       | Kelley Racing         |

### Kentucky
| Plats | Förare            | Team                     |
| ----- | ----------------- | ------------------------ |
| 1     | Sam Hornish Jr.   | Panther Racing           |
| 2     | Scott Dixon       | Chip Ganassi Racing      |
| 3     | Bryan Herta       | Andretti Green Racing    |
| 4     | Al Unser Jr.      | Kelley Racing            |
| 5     | Hélio Castroneves | Marlboro Team Penske     |
| 6     | Tony Kanaan       | Andretti Green Racing    |
| 7     | Robbie Buhl       | Dreyer & Reinbold Racing |
| 8     | Dan Wheldon       | Andretti Green Racing    |
| 9     | Gil de Ferran     | Marlboro Team Penske     |
| 10    | Hélio Castroneves | Marlboro Team Penske     |

### Nazareth
| Plats | Förare            | Team                     |
| ----- | ----------------- | ------------------------ |
| 1     | Hélio Castroneves | Marlboro Team Penske     |
| 2     | Sam Hornish Jr.   | Panther Racing           |
| 3     | Bryan Herta       | Andretti Green Racing    |
| 4     | Gil de Ferran     | Marlboro Team Penske     |
| 5     | Kenny Bräck       | Rahal Letterman Racing   |
| 6     | Al Unser Jr.      | Kelley Racing            |
| 7     | Dan Wheldon       | Andretti Green Racing    |
| 8     | Roger Yasukawa    | Fernández Racing         |
| 9     | Robbie Buhl       | Dreyer & Reinbold Racing |
| 10    | Buddy Rice        | Cheever Racing           |

### Chicagoland
| Plats | Förare            | Team                     |
| ----- | ----------------- | ------------------------ |
| 1     | Sam Hornish Jr.   | Panther Racing           |
| 2     | Scott Dixon       | Chip Ganassi Racing      |
| 3     | Bryan Herta       | Andretti Green Racing    |
| 4     | Dan Wheldon       | Andretti Green Racing    |
| 5     | Tomas Scheckter   | Chip Ganassi Racing      |
| 6     | Tony Kanaan       | Andretti Green Racing    |
| 7     | Alex Barron       | Cheever Racing           |
| 8     | Roger Yasukawa    | Fernández Racing         |
| 9     | Toranosuke Takagi | Mo Nunn Racing           |
| 10    | Robbie Buhl       | Dreyer & Reinbold Racing |

### Fontana
| Plats | Förare            | Team                  |
| ----- | ----------------- | --------------------- |
| 1     | Sam Hornish Jr.   | Panther Racing        |
| 2     | Scott Dixon       | Chip Ganassi Racing   |
| 3     | Tony Kanaan       | Andretti Green Racing |
| 4     | Dan Wheldon       | Andretti Green Racing |
| 5     | Tomas Scheckter   | Chip Ganassi Racing   |
| 6     | Hélio Castroneves | Marlboro Team Penske  |
| 7     | Roger Yasukawa    | Fernández Racing      |
| 8     | Scott Sharp       | Kelley Racing         |
| 9     | Al Unser Jr.      | Kelley Racing         |
| 10    | Alex Barron       | Cheever Racing        |

### Texas
| Plats | Förare            | Team                  |
| ----- | ----------------- | --------------------- |
| 1     | Gil de Ferran     | Marlboro Team Penske  |
| 2     | Scott Dixon       | Chip Ganassi Racing   |
| 3     | Dan Wheldon       | Andretti Green Racing |
| 4     | Vitor Meira       | Team Menard           |
| 5     | Bryan Herta       | Andretti Green Racing |
| 6     | Scott Sharp       | Kelley Racing         |
| 7     | Toranosuke Takagi | Mo Nunn Racing        |
| 8     | Greg Ray          | Access Motorsports    |
| 9     | Al Unser Jr.      | Kelley Racing         |
| 10    | Roger Yasukawa    | Fernández Racing      |

## Slutställning
| Plats | Förare            | Team                                               | Poäng |
| ----- | ----------------- | -------------------------------------------------- | ----- |
| 1     | Scott Dixon       | Chip Ganassi Racing                                | 507   |
| 2     | Gil de Ferran     | Marlboro Team Penske                               | 489   |
| 3     | Hélio Castroneves | Marlboro Team Penske                               | 484   |
| 4     | Tony Kanaan       | Andretti Green Racing                              | 476   |
| 5     | Sam Hornish Jr.   | Panther Racing                                     | 461   |
| 6     | Al Unser Jr.      | Kelley Racing                                      | 374   |
| 7     | Tomas Scheckter   | Chip Ganassi Racing                                | 356   |
| 8     | Scott Sharp       | Kelley Racing                                      | 351   |
| 9     | Kenny Bräck       | Rahal Letterman Racing                             | 342   |
| 10    | Toranosuke Takagi | Mo Nunn Racing                                     | 317   |
| 11    | Dan Wheldon       | Andretti Green Racing                              | 312   |
| 12    | Roger Yasukawa    | Fernández Racing                                   | 301   |
| 13    | Bryan Herta       | Andretti Green Racing                              | 277   |
| 14    | Robbie Buhl       | Dreyer & Reinbold Racing                           | 261   |
| 15    | Greg Ray          | Access Motorsports                                 | 253   |
| 16    | Buddy Rice        | Cheever Racing                                     | 229   |
| 17    | Alex Barron       | Marlboro Team Penske Mo Nunn Racing Cheever Racing | 216   |
| 18    | Sarah Fisher      | Dreyer & Reinbold Racing                           | 211   |
| 19    | Buddy Lazier      | Hemelgarn Racing                                   | 201   |
| 20    | Felipe Giaffone   | Mo Nunn Racing                                     | 199   |